# Kick Back
"Kick Back" to pierwszy singel z debiutanckiej płyty The Vibe zespołu Lexington Bridge. Oficjalna premiera piosenki odbyła się 2 marca 2007 roku w Niemczech.